# Orophea hastata
Orophea hastata là một loài thực vật thuộc họ Annonaceae. Loài này có ở Malaysia và Singapore.